# Peter Whittingham
Peter Michael Whittingham (Nuneaton, 8 september 1984 – Cardiff, 19 maart 2020) was een Engels voetballer die doorgaans speelde als middenvelder. Hij kwam van 2007 tot 2018 uit voor Cardiff City FC en speelde verder voor Aston Villa, Burnley, Derby County en Blackburn Rovers.

## Clubcarrière
Whittingham doorliep de jeugdopleiding van Aston Villa. Zijn debuut in het eerste elftal mocht hij maken op 21 april 2003, toen door doelpunten van Nolberto Solano en Dion Dublin met 1–1 gelijkgespeeld werd tegen Newcastle United. Coach Graham Taylor liet de middenvelder in de rust invallen voor Gareth Barry. De Engelsman maakte zijn eerste doelpunt op 6 november 2004, tijdens een thuiswedstrijd tegen Portsmouth. Na achttien minuten opende hij de score. Juan Pablo Ángel verdubbelde de voorsprong en de inmiddels voor Aston Villa spelende Solano besliste de eindstand op 3–0. In 2005 werd hij eerst verhuurd aan Burnley. Later dat jaar huurde ook Derby County hem. Bij deze twee clubs speelde hij respectievelijk zeven en elf wedstrijden. Whittingham keerde terug naar Aston Villa, maar daar kwam hij sporadisch aan spelen toe. In januari 2007 verkaste de middenvelder naar Cardiff City. In Wales kreeg de Engelsman direct een basisplaats, die hij jarenlang zou behouden. In zowel 2010 als 2012 werd hij verkozen tot speler van het jaar bij Cardiff. Speler en club verlengden het contract in 2011, 2012 en 2014, waardoor deze uiteindelijk tot medio 2017 zou lopen. In het seizoen 2012/13 werd Cardiff, mede door acht doelpunten van Whittingham, kampioen van het Championship, waardoor promotie werd behaald naar de Premier League. Hieruit degradeerde de club weer na één jaar. In de zomer van 2017 verliet hij Cardiff, waar hij tienenhalf seizoenen gespeeld had. Hij verkaste naar Blackburn Rovers, waar hij voor twee jaar tekende. In het seizoen 2017/18 speelde Whittingham twintig competitiewedstrijden. Speler en club kwamen in de zomer van 2018 tot een overeenkomst om het contract te verscheuren, een jaar voor de afloopdatum.
Op 7 maart 2020 kwam Whittingham tijdens een cafébezoek in Barry ten val. Hij werd in zwaargewonde toestand opgenomen in een ziekenhuis in Cardiff, waar hij twaalf dagen later aan hoofdverwondingen overleed.

## Clubstatistieken
| Seizoen | Club             | Competitie     | Competitie | Competitie | Beker | Beker | Internationaal | Internationaal | Totaal | Totaal |
| Seizoen | Club             | Competitie     | Wed.       | Dlp.       | Wed.  | Dlp.  | Wed.           | Dlp.           | Wed.   | Dlp.   |
| ------- | ---------------- | -------------- | ---------- | ---------- | ----- | ----- | -------------- | -------------- | ------ | ------ |
| 2002/03 | Aston Villa      | Premier League | 4          | 0          | 0     | 0     | —              | —              | 4      | 0      |
| 2003/04 | Aston Villa      | Premier League | 32         | 0          | 7     | 1     | —              | —              | 39     | 1      |
| 2004/05 | Aston Villa      | Premier League | 13         | 1          | 2     | 0     | —              | —              | 15     | 1      |
| 2004/05 | → Burnley        | Championship   | 7          | 0          | 2     | 0     | —              | —              | 9      | 0      |
| 2005/06 | → Derby County   | Championship   | 11         | 0          | 0     | 0     | —              | —              | 11     | 0      |
| 2005/06 | Aston Villa      | Premier League | 4          | 0          | 0     | 0     | —              | —              | 4      | 0      |
| 2006/07 | Aston Villa      | Premier League | 3          | 0          | 1     | 0     | —              | —              | 4      | 0      |
| 2006/07 | Cardiff City     | Championship   | 19         | 4          | 0     | 0     | —              | —              | 19     | 4      |
| 2007/08 | Cardiff City     | Championship   | 41         | 5          | 10    | 4     | —              | —              | 51     | 9      |
| 2008/09 | Cardiff City     | Championship   | 33         | 3          | 5     | 1     | —              | —              | 38     | 4      |
| 2009/10 | Cardiff City     | Championship   | 44         | 22         | 7     | 3     | —              | —              | 51     | 25     |
| 2010/11 | Cardiff City     | Championship   | 47         | 11         | 3     | 0     | —              | —              | 50     | 11     |
| 2011/12 | Cardiff City     | Championship   | 48         | 12         | 7     | 1     | —              | —              | 55     | 13     |
| 2012/13 | Cardiff City     | Championship   | 40         | 8          | 0     | 0     | —              | —              | 40     | 8      |
| 2013/14 | Cardiff City     | Premier League | 32         | 3          | 2     | 0     | —              | —              | 34     | 3      |
| 2014/15 | Cardiff City     | Championship   | 43         | 6          | 2     | 0     | —              | —              | 45     | 6      |
| 2015/16 | Cardiff City     | Championship   | 36         | 6          | 1     | 0     | —              | —              | 37     | 6      |
| 2016/17 | Cardiff City     | Championship   | 37         | 7          | 0     | 0     | —              | —              | 37     | 7      |
| 2017/18 | Blackburn Rovers | League One     | 20         | 0          | 4     | 0     | —              | —              | 24     | 0      |
| Totaal  | Totaal           | Totaal         | 514        | 88         | 53    | 10    | 0              | 0              | 567    | 98     |

## Erelijst
| Championship | 1 | 2012/13 |